# Morrón de Mariné
Der Morrón de Mariné (auch: Morrón de la Lagunilla) ist der höchste Gipfel der Sierra de Gádor, eines Teilgebirges der Betischen Kordillere, welches die wegen ihrer vielen Gewächshäuser auch Mar de Plástico genannte Küstenebene der spanischen Provinz Almería überragt. Anders als auf den nur wenig niedrigeren, über eine Piste auch mit Fahrzeugen erreichbaren Nachbargipfel Nuevo Mundo mit seiner Antennenanlage führen auf den wenig besuchten Morrón de Mariné weder Pisten noch markierte Wanderwege.

## Karten & Literatur
- Centro Nacional de Información Geográfica (Hg.): MTN50 1:50.000, Blatt 1044: Alhama de Almería[4]
- José Martínez Hernández: Las 100 cumbres más prominentes de la península Ibérica. Ediciones Desnivel, Madrid, ISBN 978-84-9829-203-9

## Bilder

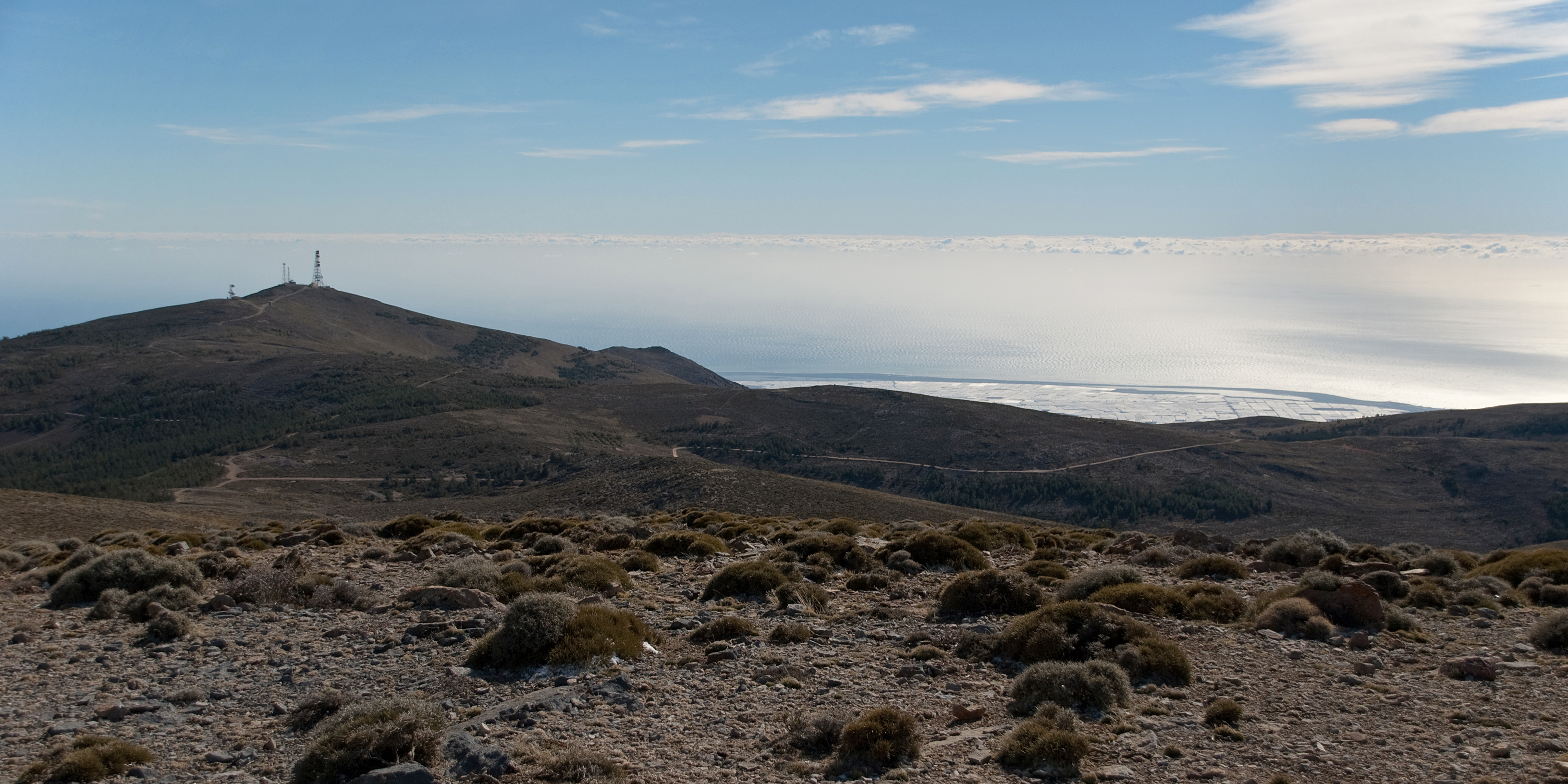
Die Antennenanlage am Gipfel Nuevo Mundo, das Mar de Plástico und das Mittelmeer vom Morrón de Mariné
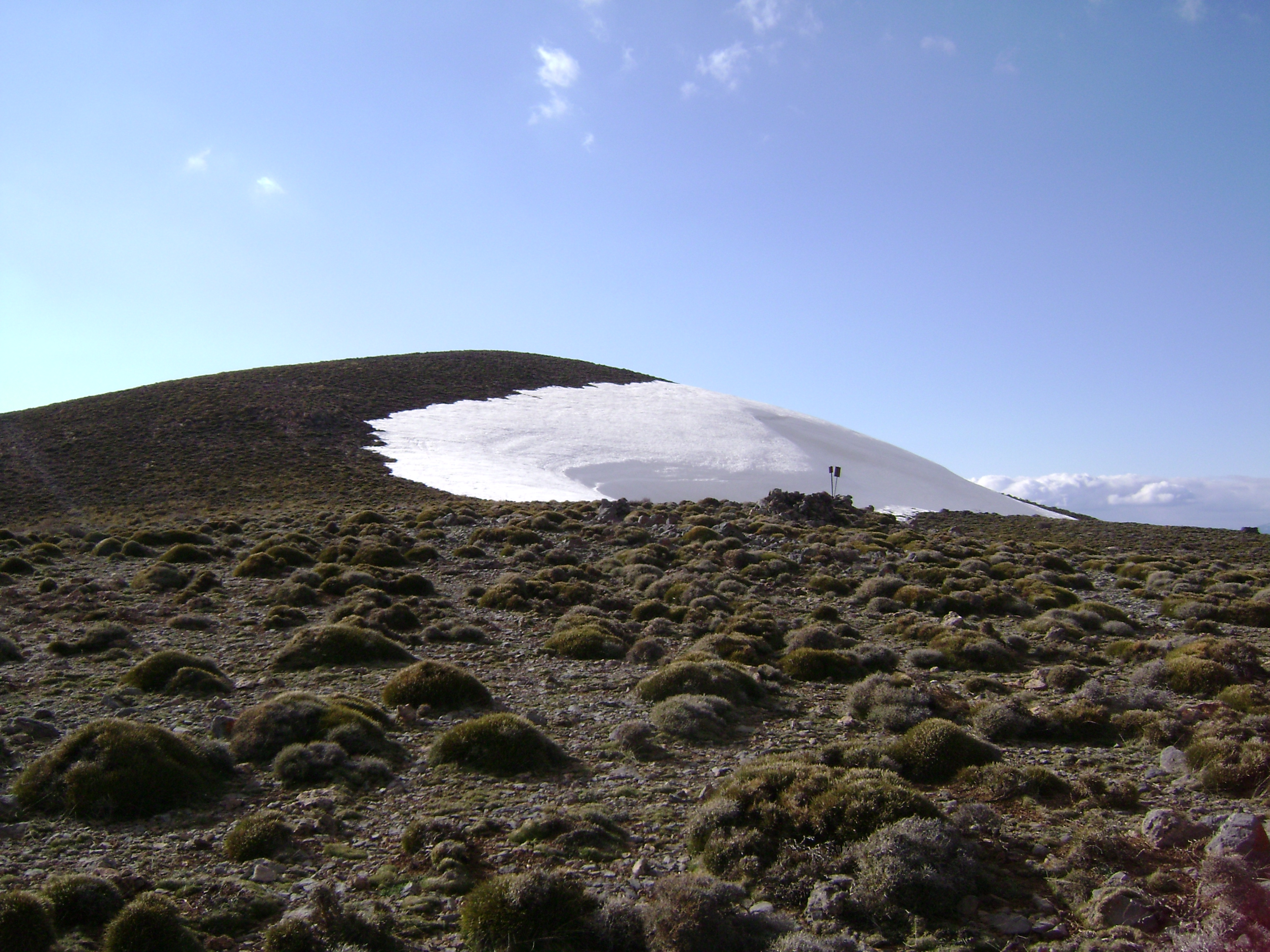
Gipfel des Morrón de Lagunilla